# Gugești (okręg Vrancea)
Gugești – wieś w Rumunii, w okręgu Vrancea, w gminie Gugești. W 2011 roku liczyła 5394
mieszkańców